# Беломор-Буги
Фестиваль «Беломор-Буги» — российский рок-фестиваль. Проводится в Архангельске ежегодно начиная с 1995 года. Проходит осенью (октябрь, ноябрь; в 1996, 1998, 1999 годах — первые числа декабря) в течение двух дней (суббота и воскресенье или пятница и суббота) в каком-либо из концертных помещений Архангельска. Один из старейших из ныне действующих российских фестивалей.
Со дня основания принципиальной политикой фестиваля остаётся продвижение представителей региональной рок-сцены, равно как и поддержка молодых перспективных музыкантов из других регионов России. Также на «Беломор-Буги» выступают коллективы из стран Ближнего и Дальнего зарубежья.
Одной из формообразующих особенностей фестиваля является отсутствие хэдлайнеров.
«Их нет на фестивале, есть специальные гости. Это гораздо более аккуратная формулировка. Кто может быть хэдлайнером, по моему разумению? AC/DC, Motörhead и ZZ Top, все остальные — специальные гости. Даже известные питерские и московские команды не могут считаться хэдлайнерами, за исключением, разве что, Аквариума и Машины Времени. Но уж точно никак не новоявленные группы, которые считают, что если они куда-то там попали, то они звёзды, и теперь всё должно быть заточено под них. У меня все команды равны: все живут в одной гостинице, все едят и пьют одно и то же. Время выхода на сцену, конечно, у всех разное, продолжительность выступления. Но остальные условия одинаковые, и это, мне кажется, немаловажно». — Александр Мезенцев
Также одной из особенностей фестиваля является подсчёт городов, представители которых приезжали на «Беломор-Буги» (для этого на сайте фестиваля существует специальная статистическая страница). При этом представители городов, отсутствующих в списке, имеют дополнительные шансы попасть в число участников фестиваля.

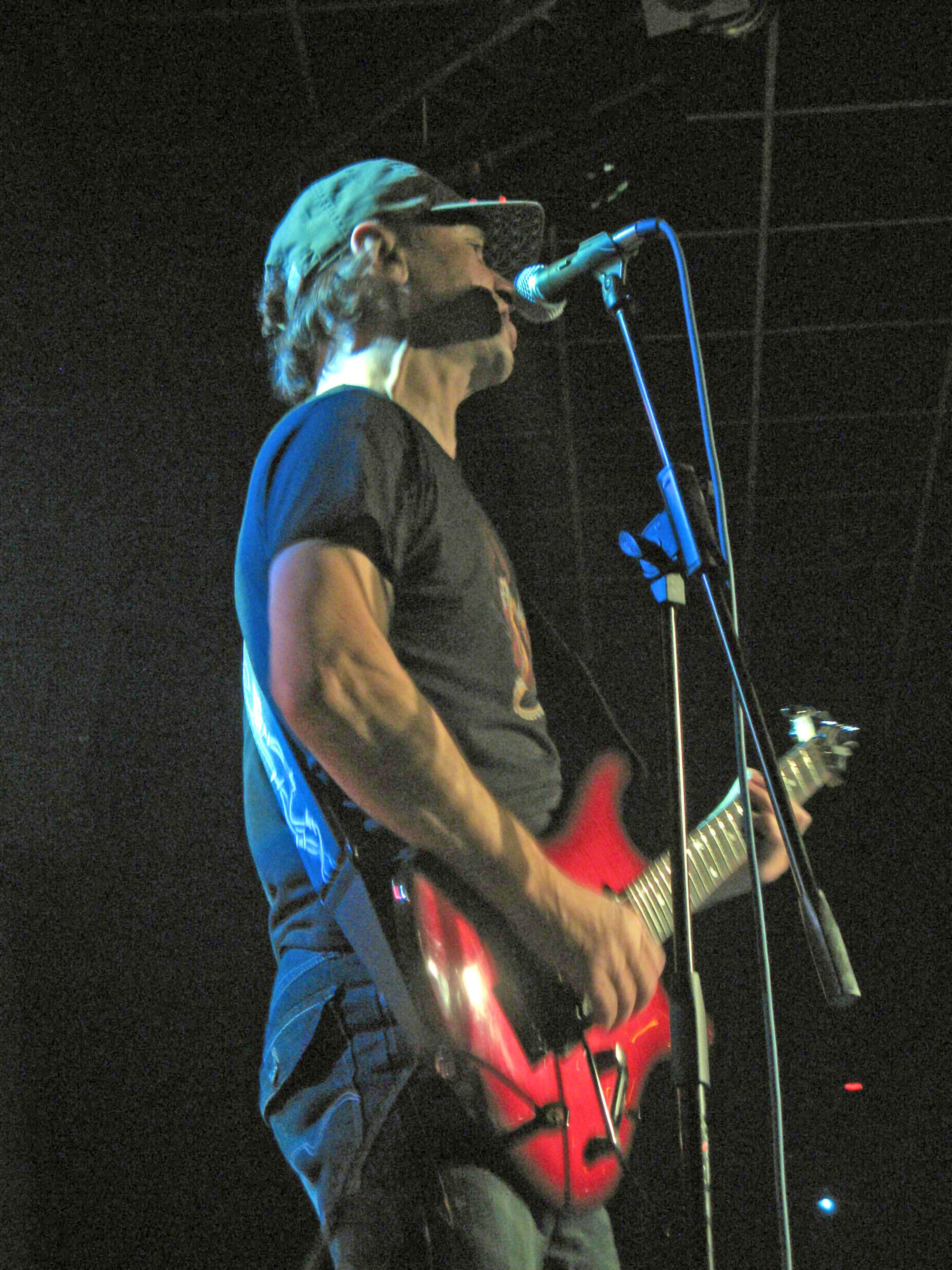
Валерий Гаина на фестивале «Беломор-Буги 2008»

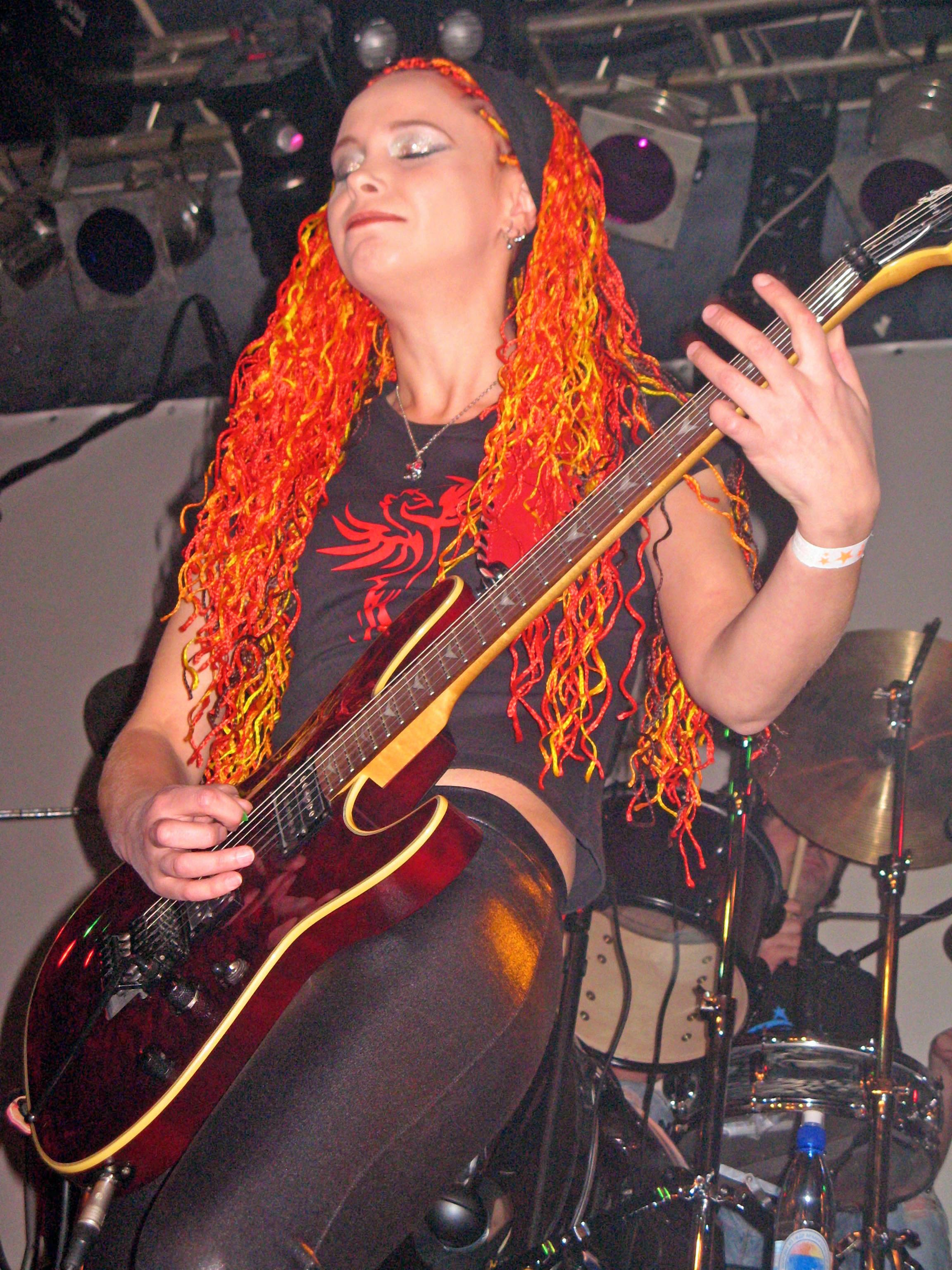
Елена Сигалова на фестивале «Беломор-Буги 2009»

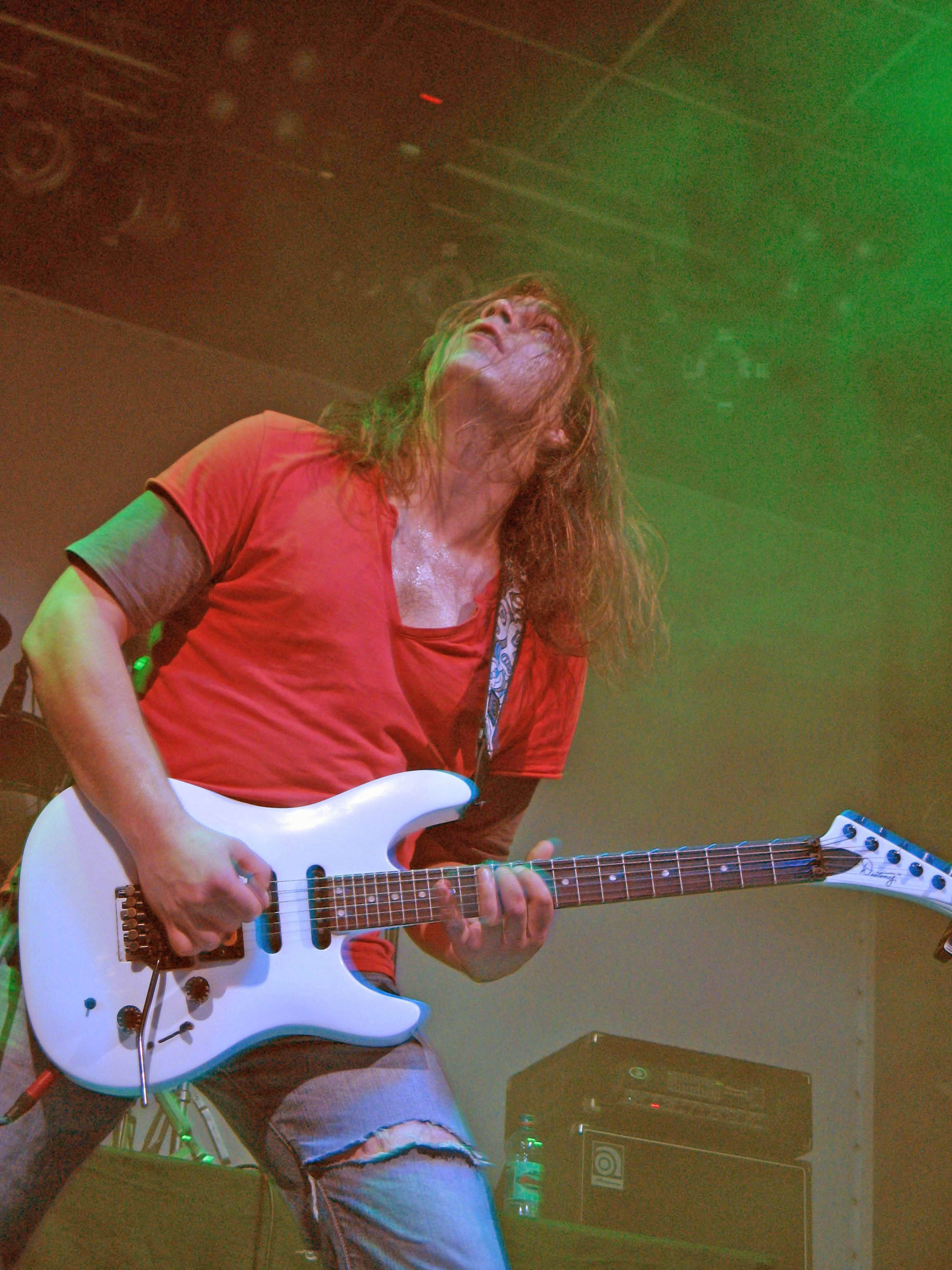
Юрий Михайлов на фестивале «Беломор-Буги 2010»

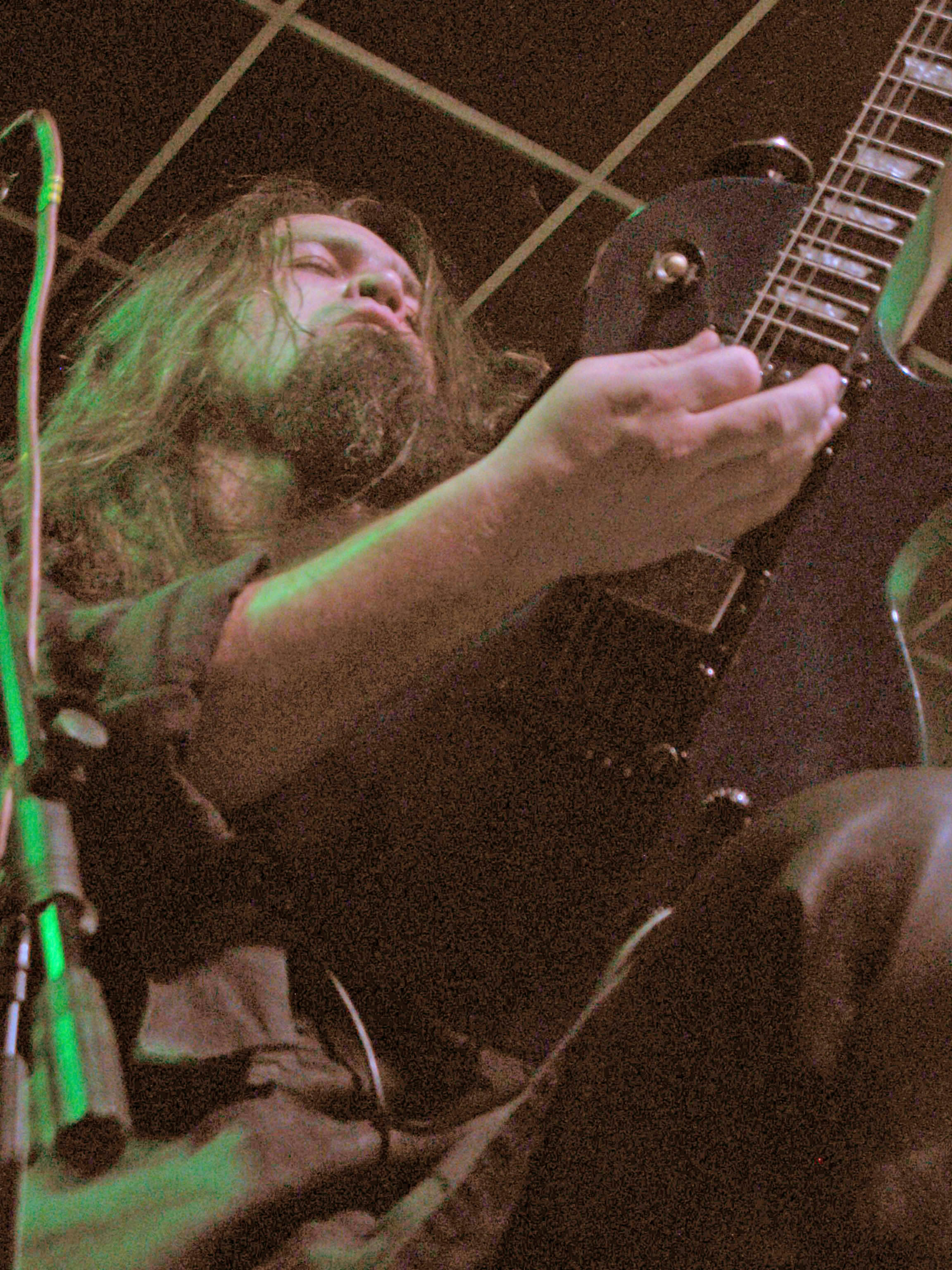
Группа «Аркона» на фестивале «Беломор-Буги 2010»

## История фестиваля
Идеолог и главный организатор фестиваля «Беломор-Буги» — Александр Васильевич Мезенцев, в прошлом — электромеханик Северного морского пароходства. Во второй половине 1980-х годов Александр Мезенцев был постоянным корреспондентом архангельского самиздатовского музыкального журнала «Северок», название которого также было придумано Мезенцевым. В 1995 году Мезенцев был приглашен на должность ведущего музыкальной программы на ГТРК «Поморье». Также Мезенцев вел музыкальную программу на архангельском филиале канала «ТВЦ» и программу «Русский рок» на архангельском «Русском радио», с 2001 года работал на радиостанции «Наше радио — Архангельск».. Параллельно занимался организацией концертов и фестивалей. Имеет диплом по специальности «методист-организатор культпросветработы».
Первый фестиваль «Беломор-Буги» был запланирован на осень 1994 года, но из-за отсутствия средств на его проведение состоялся лишь в январе 1995 года. На нем выступили 25 рок-групп, в том числе гости из Ярославля, Сыктывкара и Вологды. Второй фестиваль состоялся в ноябре того же года. Далее фестиваль проводился один раз в год.
С 2001 по 2010 годы проводился также фестиваль «Север-Буги» — «нулевой день» фестиваля «Беломор-Буги», проходивший в Северодвинске с участием групп, приглашённых на «Беломор-Буги», и местных коллективов.
В 2003 году у фестиваля появился спонсор — судоходная компания «Онего». Позже в список основных спонсоров фестиваля вошли транспортно-логистическая компания «Астра Шиппинг» и авиакомпания «Нордавиа».
В июле 2005 года в Архангельске стараниями Александра Мезенцева открылся музыкальный клуб «Колесо», доходы от которого также помогают финансово поддерживать фестиваль. Кроме того, в «Колесе» проходят фестивальные after party.
В 2006 году на фестивале «Беломор-Буги» впервые выступал международный проект: Евгений «Zee Rock» Колыханов (экс-Red Elvises, США) плюс архангельский барабанщик Александр Харев. В последующие годы на фестивале выступали и другие международные составы: GAiNA (Лос-Анджелес / Москва) — 2008, The Meantraitors (Санкт-Петербург / Германия) — 2009, Вульф Мэйл (Канада / Австралия) плюс архангельские джазовые музыканты Николай Клишин и Алексей Барандов — 2015.
С 2007 года на «Беломор-Буги» приезжали рок-группы из Пермского края в рамках сотрудничества с пермским фестивалем «Rock-Line». В 2012 году оба фестиваля официально объявили о налаженном сотрудничестве в пресс-релизе. Также в число музыкальных партнёров фестиваля «Беломор-Буги» вошли фестивали «Калининград In Rock» (Калининград) и «Revolution» (Санкт-Петербург) и петербургская издательская компания «Бомба-Питер».
С 2011 года на фестивале регулярно выступают коллективы из европейских стран — в основном это группы из городов-побратимов Архангельска, приглашённые при содействии посольств и консульств. Так, на фестивале выступали рок-группы из Финляндии (Underground Attack, Хельсинки — 2011, 2013), Норвегии (Daisy Cutter, Харстад — 2012, The Band Called Oh и Sweet Scarlet, Тромсё — 2016, Neon Apartments, Тромсё — 2017), Германии (Thalamus, Дуйсбург — 2012, Breaking Samsara, Эмден — 2017, Max & the Goofies, Эмден — 2019), Швеции (Walter Bob, Омоль / Кируна — 2013, BLK Tape, Кируна — 2014, Pershagen, Питео / Кируна — 2015), Италии (Bang Out, Рим — 2016), Швейцарии (The Erkonauts, Женева — 2016, Cellar Darling, Винтертур — 2017), Франции (Dog’n’Style, Эпиналь — 2017, Mörglbl, Анси — 2019), Бельгии (Wolves Scream, Намюр — 2018, Off the Cross, Антверпен — 2019), Великобритании (12 Stone Toddler, Брайтон — 2019).
В 2016 году на фестивале впервые выступил коллектив из США (Immortal Guardian, Остин). В последующие годы на фестивале выступали и другие американские группы, по большей части из города-побратима Портленда (Sunrunner — 2017, Ogre — 2018, Hessian — 2019). Однако в 2020-м и в 2021 году фестиваль прошёл без иностранных музыкантов, которых невозможно было пригласить в связи с эпидемией коронавируса. В дальнейшем фестиваль вынужден был приостановить международное сотрудничество и вновь сосредоточился на поддержке российских рок-групп, в том числе малоизвестных.
«Пусть это звучит громко, но так оно и есть: все эти годы я сознательно занимался поддержкой рок-групп из провинции. В регионах – огромное количество отличных и мало кому известных команд, и они не иссякают! Ну а я – чувствую свою миссию именно в том, чтобы давать им сцену, помогать состояться». — Александр Мезенцев

## Символика фестиваля
На логотипе фестиваля изображен исторический памятник, установленный в Архангельске — британский танк Mk.V. Снимок, на котором двое музыкантов как бы толкают этот танк, был сделан архангельским фотографом Сергеем Супаловым в 1984 году и используется на логотипе и на фестивальных афишах с 1995 года.

## Хронология

### Беломор-Буги 1995 — I
- Время проведения: 12 — 14 января 1995 года
- Место проведения: СКЦ «Соломбала-Арт»
- Участники: B.Shop, L.O.W. A.M.O., Апокалипсис, Гейзер, Грузовое АТП, Группа Ларисы Шуниной, ДБТ. Дефлоратор, Диссонанс, Люди Под Лестницей, Надежда Николаевна, Новая Земля, Пентагон, Святая Луиза, Старые Квартиры, Цербер (все — Архангельск), Ангел Дорог, Бездна, Менестрели (все — Северодвинск), Игорь Кошкин и Аутодафе (Вологда / Архангельск), Мистер Бон (Ярославль), Сумеречная Тайна (Сыктывкар), ХКЧП (Архангельск / Новодвинск), Чёрный Рынок (Новодвинск)

### Беломор-Буги 1995 — II
- Время проведения: 25 — 26 ноября 1995 года
- Место проведения: СКЦ «Соломбала-Арт»
- Участники: B.Shop, Анфиса, Белое Море, Дефлоратор, Люди Под Лестницей, Танелорн, Шишъ (все — Архангельск), Ангел Дорог, Дома Святых, Колумбарий, Моби Дик, Нечто, Сантара (все — Северодвинск), Crush (Вологда), Dead Office (Костомукша), Белые Черепахи (Североонежск), Крутые Яйца (Череповец), Чёрный Рынок (Новодвинск)
- Специальные гости: Белое Море (Архангельск)

### Беломор-Буги 1996
- Время проведения: 30 ноября — 1 декабря 1996 года
- Место проведения: зал Архангельской Государственной медицинской академии
- Участники: Blind Vandal, Анфиса, Люди Под Лестницей, Новая Земля, Окончательный Диагноз, Петровский Парк (все — Архангельск), Coronach, Ангел Дорог, Блюз-Контузия, Моби Дик, Нечто (все — Северодвинск), Белые Черепахи (Североонежск), Ликбез (Беломорск), Неизвестная Земля (Ярославль), Себе На Уме (Вологда), Северо-Западный Лес (Сегежа), Чёрный Рынок (Новодвинск)

### Беломор-Буги 1997
- Время проведения: 29 — 30 ноября 1997 года
- Место проведения: зал АГТУ
- Участники: 12 % Crap, Blind Vandal, Texas Highway 44 East, Анфиса, Астеник Бэнд, Гейзер, Ла Шу, Форт-Нокс, Шишъ, Эстремадура (все — Архангельск), Абсолют, Ангел Дорог, Блюз-Контузия, Нечто, Посторонние Лица, Процесс (все — Северодвинск), The Hogs (Петрозаводск), Cutty Sark (Ярославль), Белые Черепахи (Североонежск), Диктатор Дубов (Петрозаводск), Каин (Новодвинск), Капут-Мортуум (Нарьян-Мар), Фантасмагория (Мурманск)

### Беломор-Буги 1998
- Время проведения: 5 — 6 декабря 1998 года
- Место проведения: зал АГТУ
- Участники: Sad Dog, Анфиса, Гейзер, Декаданс, Люди Под Лестницей, Махаон, Окончательный Диагноз, Скорость Звука, Эстремадура (все — Архангельск), Armageddon, Jeff, Абсолют, Ангел Дорог, Дали, Моби Дик, Процесс (все — Северодвинск), Засада (Вельск), Моль & A (Вычегодский)

### Беломор-Буги 1999
- Время проведения: 4 — 5 декабря 1999 года
- Место проведения: зал Архангельской Государственной медицинской академии
- Участники: Uncover, The Zebra, Аура, Бридж, Воды Стикс, Нина Неона, Положение Вещей, Сухой Закон, Шишъ (все — Архангельск), Ангел Дорог, Блюз-Контузия, Ветер, ДаЛи, Добрые Люди, Корни, Процесс, Русский Продукт (все — Северодвинск), Jan Coo (Санкт-Петербург), Гиблое Дело (Новодвинск), Контейнер (Котлас), Обратная Сторона (Коряжма), Трупный Яд (Мирный), Тырлыхтар Скарлы (Мурманск)

### Беломор-Буги 2000
- Время проведения: 28 — 29 октября 2000 года
- Место проведения: СКЦ «Соломбала-Арт»
- Участники: Blind Vandal. The Zebra, Анфиса, Аура, Воды Стикс, Декаданс, Нина Неона, Очередная Шиза, Форт-Нокс, Эстремадура (все — Архангельск), Корни, Птица Джонатан Ливингстон, Русский Продукт (все — Северодвинск), Tanquam (Ярославль), Аэроплан (Санкт-Петербург), Берега (Сегежа), Воланд (Кириши), Моль & A (Вычегодский)

### Беломор-Буги 2001
- Время проведения: 27 — 28 октября 2001 года
- Место проведения: СКЦ «Соломбала-Арт»
- Участники: Black Tear, Blind Vandal. Аура, Воды Стикс, Дорогие Россияне, Джага Нгулу, Нина Неона, Окончательный Диагноз, Свинцовая Двина, Сухой Закон, Форт-Нокс (все — Архангельск), Erazerhead, ДаЛи, Красный Флажок, Культура, Русский Продукт (все — Северодвинск), Skylark (Петрозаводск), Идеальная Семья (Вологда), Наберегуреки (Ярославль), Обратная Сторона (Коряжма), Орган Тени (Кириши), Папа Джек (Златоуст), Трупный Яд (Мирный), Тяжелое Время (Уфа)

### Беломор-Буги 2002
- Время проведения: 26 — 27 октября 2002 года
- Место проведения: СКЦ «Соломбала-Арт»
- Участники: Blind Vandal. Epitaph, E-Sex-T, Silent Hate, Акафист, Воды Стикс, Сухой Закон, Форт-Нокс, Эстремадура (все — Архангельск), B-East, Erazerhead, Indigo Junks, Корни, Русский Продукт, Сарводайя (все — Северодвинск), Animal ДжаZ (Санкт-Петербург), Indigo Diva (Челябинск), Блокбастер (Онега), Даун (Ухта), Заложники (Череповец), Зубастые Колеса (Магнитогорск), Кузя Бэнд (Мурманск), Наше Дело (Инта), Старость (Вологда), Трупный Яд (Мирный)

### Беломор-Буги 2003
- Время проведения: 15 — 16 ноября 2003 года
- Место проведения: Ломоносовский ДК
- Участники: Blind Vandal, Cannabis, Emo Avenue, Silent Hate, Воды Стикс, Нина Неона, Форт-Нокс (все — Архангельск), Indigo Junks, Два Идиота и Автобус, Игрушки, Поиграем и Уйдем, Русский Продукт (все — Северодвинск), B.B.Koff (Мурманск), Melancholy (Электросталь), Fourth Dimension (Череповец), The Shakers (Киров), Апрель (Каргополь), Белые Черепахи (Североонежск), Обратная Сторона (Коряжма), Поля в Пустоте (Онега), Самка Пистолета (Чебоксары), Скафандр (Санкт-Петербург), Трупный Яд (Мирный), Флюидос (Вологда)

### Беломор-Буги 2004
- Время проведения: 23 — 24 октября 2004 года
- Место проведения: Ломоносовский ДК
- Участники: Blind Vandal. E-Sex-T, S’Кайф, Аура, Живые Камни, Эстремадура (все — Архангельск), Indigo Junks, Slaves Of Mechanical Boxes, Андрей Барбашов, Поиграем и Уйдем, Числа (все — Северодвинск), Black Warrior (Пермь), Moon Light (Плесецк), Theodor Bastard (Санкт-Петербург), Абвиотура (Ростов-на-Дону / Москва), Белые Черепахи (Североонежск), Бритва Оккама (Москва), Д`Артс (Череповец), Пираньи (Вологда), Спазм (Вельск), Тихий Джа (Киров), Трупный Яд (Мирный), Улица Свободы (Печора), Эторри (Онега)

### Беломор-Буги 2005
- Время проведения: 12 — 13 ноября 2005 года
- Место проведения: Ломоносовский ДК
- Участники: Blind Vandal, E-Sex-T, Low Life Agony, S’Кайф, Интоксикация, Ла Шу, Нер’Ф (все — Архангельск), B-East, Kid Logic, Поиграем и Уйдем, Сарводайя (все — Северодвинск), Spiritus Brothers (Вычегодский), Pulse of Reason (Казань), Анри (Ижевск), Большая Starая Подруга (Вологда), Движение (Шуя), Катран (Санкт-Петербург), Коллапс (Дубна), Комманда Гу (Москва), Снег (Киров), Старый Джек (Няндома)

### Беломор-Буги 2006
- Время проведения: 18 — 19 ноября 2006 года
- Место проведения: развлекательный комплекс «М33»
- Участники: 13 Сантиметров, Blind Vandal, E-Sex-T, Гарикиши, Форт-Нокс (все — Архангельск), Slaves of Mechanical Boxes, Игрушки, Поиграем и Уйдем, Ягода Гало (все — Северодвинск), Solar Limit (Новодвинск), Whisky Bar (Вологда), Бункер (Новодвинск), Джинсы Джилл (Киров), Лёд 9 (Коряжма), Рифф (Тольятти), Ска’n’Ворд (Иваново), Табу (Нарьян-Мар), Трали-Вали (Ижевск), Трупный Яд (Мирный),
- Участники из других стран: Zee Rock (США)
- Специальные гости: Тролль Гнёт Ель (Санкт-Петербург)

### Беломор-Буги 2007
- Время проведения: 17 — 18 ноября 2007 года
- Место проведения: развлекательный комплекс «М33»
- Участники: Blind Vandal. Dervish, Dieversity, La Luna Dorada, Живые Камни, Зловещие Кузнецы, Фантом (все — Архангельск), Crewger Boogie, Danny Guy & Don’t Ask Why, Kid Logic. Дикий Штиль (все — Северодвинск), Alterna (Пермь), Diversia (Нижний Новгород), Lady Mackbeth (Великий Новгород). Frostmorn (Вологда), Бред с Трибуны (Петрозаводск), Моль (Киров), Прикосновение (Иваново), Сиам (Коряжма), Флора (Череповец)
- Участники из других стран: Zee Rock (США)
- Специальные гости: Alkonost (Набережные Челны)

### Беломор-Буги 2008
- Время проведения: 8 — 9 ноября 2008 года
- Место проведения: развлекательный комплекс «М33»
- Участники: Blind Vandal. Snacks & Pedals, Дни Китая, Зловещие Кузнецы, Сухой Закон (все — Архангельск), Odri, Ягода Гало (все — Северодвинск), Ambehr (Ереван / Москва), Extrovert (Иркутск), Flash (Санкт-Петербург), Heads or Tails (Смоленск), Insectia (Онега), Аборт Мозга (Улан-Удэ), Волынки и Барабаны (Санкт-Петербург), Гродень (Дзержинский), ДХ (Рязань), Наследие Вагантов (Москва), Stellar (Сыктывкар)
- Специальные гости: GAiNA (Лос-Анджелес / Москва), Небо Здесь (Москва)

### Беломор-Буги 2009
- Время проведения: 7 — 8 ноября 2009 года
- Место проведения: развлекательный комплекс «М33»
- Участники: Approaching Abyss, Avalanche Valley, Bad Day for Rabbit, Blind Vandal, Moon Far Away, Фантом, Фаренгейт Форт-Нокс (все — Архангельск), ДаЛи, Пентакль (все — Северодвинск), Alex Sigmer (Смоленск), Nova Art (Москва), Rigorism (Кострома), Seagall (Москва), Spyon (Петрозаводск), Terra Incognita (Барнаул), Vorongrai (Пермь), Друзья Брата Жениха (Челябинск), Лаборатория Ветра (Лысьва), Соседи (Вологда)
- Специальные гости: The Meantraitors (Санкт-Петербург / Германия)

### Беломор-Буги 2010
- Время проведения: 5 — 6 ноября 2010 года
- Место проведения: развлекательный комплекс «М33»
- Участники: Chrome Masters, Electric Iron, Enemy Down, Gentoo, Snacks & Pedals, Йота (все — Архангельск), Funk Sтерлинг, Indigo Junks, Kid Logic (все — Северодвинск), Inexist (Ярославль), Karmuazine (Санкт-Петербург), The Kite Runners (Сыктывкар), My Re[z]istance (Пермь), Newton (Краснодар), Voltum (Череповец), Yuri Mikhaylov Group (Смоленск / Санкт-Петербург), Почти Непьющий Оркестр (Брянск), Прохожий (Новодвинск)
- Специальные гости: Аркона (Москва), Пижоны (Москва)

### Беломор-Буги 2011
- Время проведения: 5 — 6 ноября 2011 года
- Место проведения: развлекательный комплекс «Искра»
- Участники: 44 Drums, Blind Vandal, Hello Gonzo!, Sundans Kid, Форт-Нокс (все — Архангельск), My Own Resistance, Ягода Гало (все — Северодвинск), Asketics (Петрозаводск), Is Terra (Мурманск), KalashnikovBand (Москва), Kinky Dep (Сыктывкар), Lowriderz (Санкт-Петербург), Медвежья Икра (Медвежьегорск), Мелодром (Мурманск), Самодива (Санкт-Петербург), Центр Тяжести (Киров)
- Участники из других стран: Underground Attack (Хельсинки, Финляндия)
- Специальные гости: Вольная стая (Москва)

### Беломор-Буги 2012
- Время проведения: 20 — 21 октября 2012 года
- Место проведения: развлекательный комплекс «Искра» (клуб «А»)
- Участники: Blind Vandal, Electric Iron, Bloody Tomatoz, Happy End, The Hypercube, Аллигатор Санты, Эстремадура (все — Архангельск), Поиграем и Уйдём (Северодвинск), The Fires on Tongue (Краснокамск), From the Inside (Ухта), Groggy (Омск), Inversija (Рыбинск), Karenin (Ижевск), Prana (Москва), Антре (Набережные Челны), Алла Костина (Самара), Сергей Бокарев (Москва), Сечень (Екатеринбург), Ксения Федулова & Jam Duet (Москва)
- Участники из других стран: Daisy Cutter (Харстад, Норвегия), Thalamus (Дуйсбург, Германия)
- Специальные гости: Скворцы Степанова (Санкт-Петербург)

### Беломор-Буги 2013
- Время проведения: 5 — 6 октября 2013 года
- Место проведения: развлекательный комплекс «М33»
- Участники: 44 Drums, Blind Vandal, E-Sex-T (все — Архангельск), Ягода Гало (Северодвинск), Algabas (Владимир), Baradj (Казань), Freakozaks (Краснодар), Indigo Diva (Челябинск), Kinky Dep (Сыктывкар), Melancholy (Электросталь), Rocco (Красноярск), Абвиотура (Ростов-на-Дону / Москва), Воланд (Кириши), Трупный Яд (Мирный / Архангельск)
- Участники из других стран: Dorians (Ереван, Армения), Underground Attack (Хельсинки, Финляндия), Walter Bob (Омоль / Кируна, Швеция)
- Специальные гости: Ива Нова (Санкт-Петербург), Елена Сигалова (Москва)

### Беломор-Буги 2014
- Время проведения: 4 — 5 октября 2014 года
- Место проведения: развлекательный комплекс «М33»
- Участники: Cosmic Hurricane, Middle Class Bastards, Perpetum Mobile, Pornograffitty, Trawler, Vandeя, Гарах Бэнд, Неизвестный Композитор (все — Архангельск), Uforia (Северодвинск), Aquaпарк (Беломорск), Buzz Fiction (Нижний Новгород), Four G (Вологда), Kostarev Group (Москва), Mescalera (Киров), Rained (Пермь), Лисьи Песни (Сыктывкар)
- Участники из других стран: BLK Tape (Кируна, Швеция)
- Специальные гости: Grenouer (Санкт-Петербург)

### Беломор-Буги 2015
- Время проведения: 10 — 11 октября 2015 года
- Место проведения: развлекательный комплекс «М33»
- Участники: 13 см, Blind Vandal, Bloody Tomatoz, The Hypercube, Not Today, Pornograffitty, Trawler, Гребля, Кафе Ван Гог (все — Архангельск), Cat in the Box (Новодвинск), The Grass Pistols (Нижний Новгород), The Highlights (Сыктывкар), Kallisa (Иваново), Атом Атланта (Мурманск), Дмитрий «Дэ Дэ» Дьячков (Северодвинск), Партизаны Против Public Relations (Владимир), Третий Рим (Москва)
- Участники из других стран: Nitroforce 9 (Хельсинки, Финляндия), Pershagen (Питео / Кируна, Швеция), Вульф Мэйл (Канада / Австралия)

### Беломор-Буги 2016
- Время проведения: 8 — 9 октября 2016 года
- Место проведения: развлекательный комплекс «М33»
- Участники: 23 Планета, Blind Vandal, Pushkin Riot, Romero’s Nation, Кафе Ван Гог, Неизвестный Композитор (все — Архангельск), Dieselhit (Брянск), The BlueStocking (Москва), Horsepower (Москва), Rau.Di (Санкт-Петербург), Огнелёт (Санкт-Петербург), Сны Африканца (Ижевск), Электрические партизаны (Санкт-Петербург), Якорь (Онега)
- Участники из других стран: The Band Called Oh (Тромсё, Норвегия), Bang Out {Рим, Италия}, The Erkonauts (Женева, Швейцария), Immortal Guardian (Остин, США), Sweet Scarlet (Тромсё, Норвегия), Адаптация (Актюбинск, Казахстан / Санкт-Петербург)

### Беломор-Буги 2017
- Время проведения: 7 — 8 октября 2017 года
- Место проведения: Дом народного творчества
- Участники: Trawler, Дом Сутягина, Корица, Сухой Закон (все — Архангельск), Perfect Machine (Архангельск / Санкт-Петербург), A Purrfect Hivemind (Великий Новгород), Alien Garden (Владимир), Bunraku (Москва), Ritmens (Орёл), Your Screaming Silence (Москва), Дзен Сити (Самара), Дмитрий «Дэ Дэ» Дьячков (Северодвинск), Пропеллерброкен (Санкт-Петербург), Якорь (Онега)
- Участники из других стран: Breaking Samsara (Эмден, Германия), Cellar Darling (Винтертур, Швейцария), Dog’n’Style (Эпиналь, Франция), Neon Apartments (Тромсё, Норвегия), Sunrunner (Портленд, США)

### Беломор-Буги 2018
- Время проведения: 6 — 7 октября 2018 года
- Место проведения: развлекательный комплекс «М33»
- Участники: Blind Vandal, E-Sex-T, Snowborn, The Readiance, Trawler, Гребля, Неизвестный Композитор (все — Архангельск), Трупный Яд (Мирный / Архангельск), Чёрный Рынок (Новодвинск / Архангельск), Red Nails (Санкт-Петербург), Voodoo Idol (Москва), Воленс-Ноленс (Мурманск), Мёртвые Осы (Великий Новгород), Поиграем и Уйдём (Северодвинск), Суперникто (Северодвинск), Счётчик Мыслей (Мурманск), Якорь (Онега)
- Участники из других стран: Ogre (Портленд, США), Wolves Scream (Намюр, Бельгия)

### Беломор-Буги 2019
- Время проведения: 19 — 20 октября 2019 года
- Место проведения: развлекательный комплекс «М33»
- Участники: Ask the Ocean, Blind Vandal, Necrofinger, L.O.W. A.M.O., Больше не пел (все — Архангельск), Ambehr (Ереван / Москва), Boomerang Project (Ухта), Bosphorus Night (Владимир), Eternal Wanderers (Москва), MyStory (Санкт-Петербург), Рок Штат (Санкт-Петербург), Якорь (Онега)
- Участники из других стран: 12 Stone Toddler (Брайтон, Великобритания), Hessian (Портленд, США), Max & the Goofies (Эмден, Германия), Mörglbl (Анси, Франция), Off the Cross (Антверпен, Бельгия)

### Беломор-Буги 2020
- Время проведения: 9 — 10 октября 2020 года
- Место проведения: развлекательный комплекс «М33»
- Участники: Аna, Nord Bay, Sam Twinky, Trawler, 23 Планета, Гребля, Дом Сутягина, Кафе Ван Гог, Пивной Лев (все — Архангельск), Black Radiance (Санкт-Петербург), Cat in the Box (Новодвинск), Cloudberry (Мурманск), Human Laces (Москва), I.C.Wiener (Ухта), Якорь (Онега)

### Беломор-Буги 2021
- Время проведения: 15 — 18 октября 2021 года
- Место проведения: музыкальный клуб «Колесо»
- Участники: Blind Vandal, Death Struggle, Eternal Sky, Moon Far Away, Волны Советов, Дом Сутягина, Пивной Лев (все — Архангельск), Corwine (Саратов), HeaDly (Санкт-Петербург), Nailhead Opossums (Санкт-Петербург), Suicide Youth (Северодвинск), 7 Отличий (Череповец), Оприход (Сыктывкар), Русский Продукт (Северодвинск)

### Беломор-Буги 2022
- Время проведения:7 — 8 октября 2022 года
- Место проведения: развлекательный комплекс «М33»
- Участники: Death Struggle, Trawler, Дом Сутягина, Пивной Лев (все — Архангельск), Demind (Вологда), Hell Bruizes (Москва), Kraftstoff (Киров), No March Band (Северодвинск), The Right Stones (Санкт-Петербург), Suicide Youth (Северодвинск), Мытищи в Огне (Мытищи), Прохожие (Новодвинск), Пчелодром (Киров), Якорь (Онега)

### Беломор-Буги 2023
- Время проведения: 6 — 7 октября 2023 года
- Место проведения: развлекательный комплекс «М33»
- Участники: Blind Vandal, Dark Matter, Fish It, Форт-Нокс (все — Архангельск), Boomerang Project (Ухта), Jackson Band (Санкт-Петербург), No March Band (Северодвинск), Okapi Busdriver (Жуковский), Rommitz & The Ol’Time Shakers (Киров), The Skeepers (Санкт-Петербург), Кардиокрыса (Ухта), Оприход (Сыктывкар), Петрович Блюз Бэнд (Вологда), Трупный Яд (Мирный), Якорь (Онега)

### Беломор-Буги 2024
- Время проведения: 4 — 5 октября 2024 года
- Место проведения: развлекательный комплекс «М33»
- Участники: Blind Vandal, Dark Matter, Five.Five, InBlack, Остыл, Трупомор (все — Архангельск), Crimson Brooks (Санкт-Петербург), Death Struggle (Северодвинск), Here Come The Philistines (Москва), MOR (Тамбов), Stonehand (Воронеж), Белый Шум (Вологда), Лайф (Северодвинск), Якорь (Онега)
- Специальные гости: Бригадный Подряд (Санкт-Петербург)

## «Беломор-Буги» в поп-культуре
- Видеоклип на песню норвежской группы Daisy Cutter «The Mark» снят в Архангельске, в рамках приезда группы на фестиваль «Беломор-Буги 2012».[24][25]